# بيت العامري (الوضيع)

تعديل مصدري - تعديل

بيت العامري هي إحدى قرى عزلة  الوضيع بمديرية الوضيع التابعة لمحافظة أبين، بلغ تعداد سكانها 24 نسمة حسب تعداد اليمن لعام 2004.